# Hermann Dischler

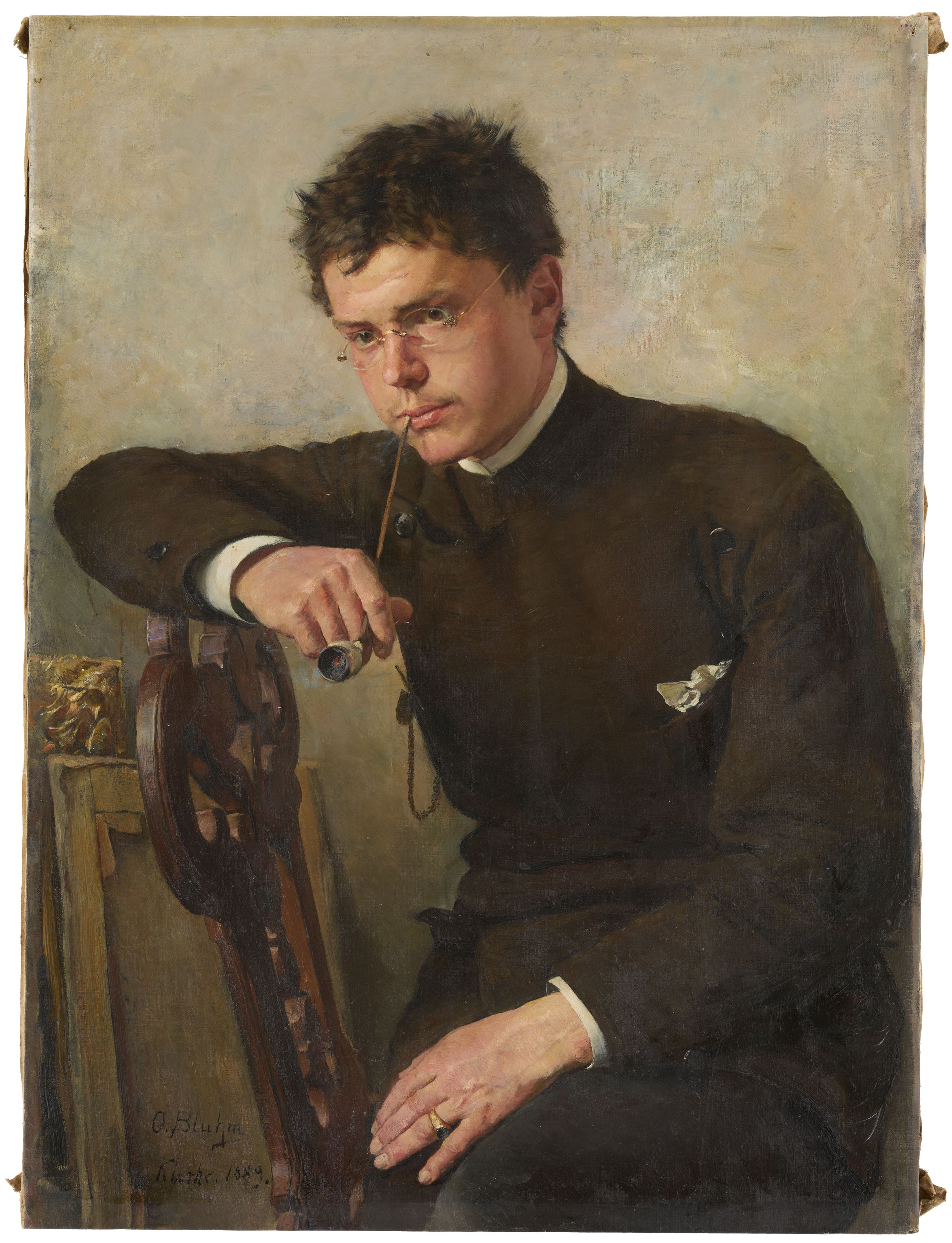
Hermann Dischler (Oscar Bluhm, 1889)

Hermann Dischler (* 25. September 1866 in Freiburg im Breisgau; † 20. März 1935 in Hinterzarten) war ein deutscher Maler.

## Leben

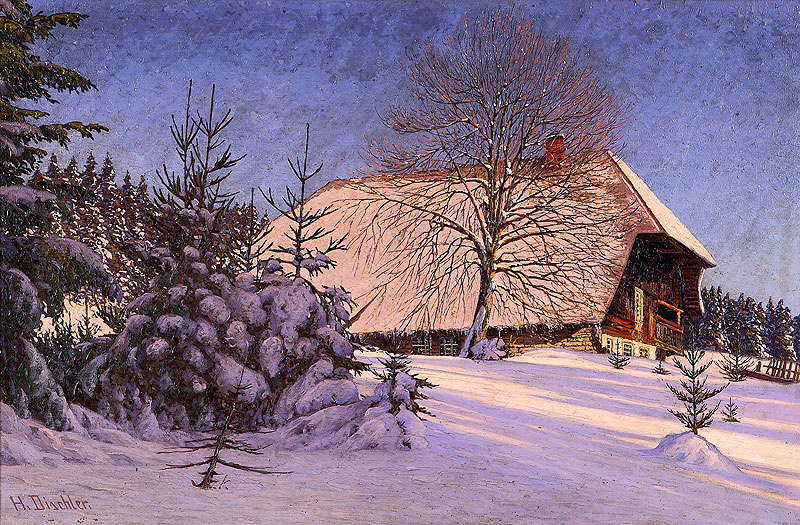
Hermann Dischler, Schwarzwälder Bauernhof im Schnee, Öl auf Leinwand.

Der Sohn eines Zigarren- und Kolonialwarenhändlers besuchte in Freiburg die Volksschule und das Gymnasium. Von 1885 bis 1894 absolvierte Dischler ein Studium an der Großherzoglichen Kunstschule Karlsruhe, wo er ab 1888 Meisterschüler bei Gustav Schönleber war. Während seiner Studienzeit absolvierte er 1887 den Militärdienst als Einjährig-Freiwilliger. 1890 unternahm er eine Reise in die Niederlande. 1894 kehrte er nach Freiburg zurück. Ab 1896 führte er ein eigenes Atelier im Freiburger Stadtteil Stühlinger. In den 1890er Jahren unternahm er weitere Reisen, u. a. nach Franken, in den Odenwald, ins Markgräflerland, ins Elsass, in die Pfalz und durch Süddeutschland. 1894 und 1895 malte er in Friedrichsruhe, 1895 in Forchtenberg und 1896 in Pfohren. Seit 1901 hielt er sich immer wieder im Schwarzwald auf, 1902 auf der Zastler Hütte, 1903 auf der Halde (Schauinsland), 1904 gemeinsam mit Wilhelm Nagel in St. Märgen, 1905–1907 auf der Todtnauer Hütte. Er war Vorsitzender der 1899 in Freiburg gegründeten Künstlervereinigung „Breisgauer Fünfer“ (Julius Heffner, Fritz Reiss, Carl Schuster, Ludwig Zorn). Von 1901 bis 1909 war er im Vorstand des Badischen Schwarzwaldvereins. 

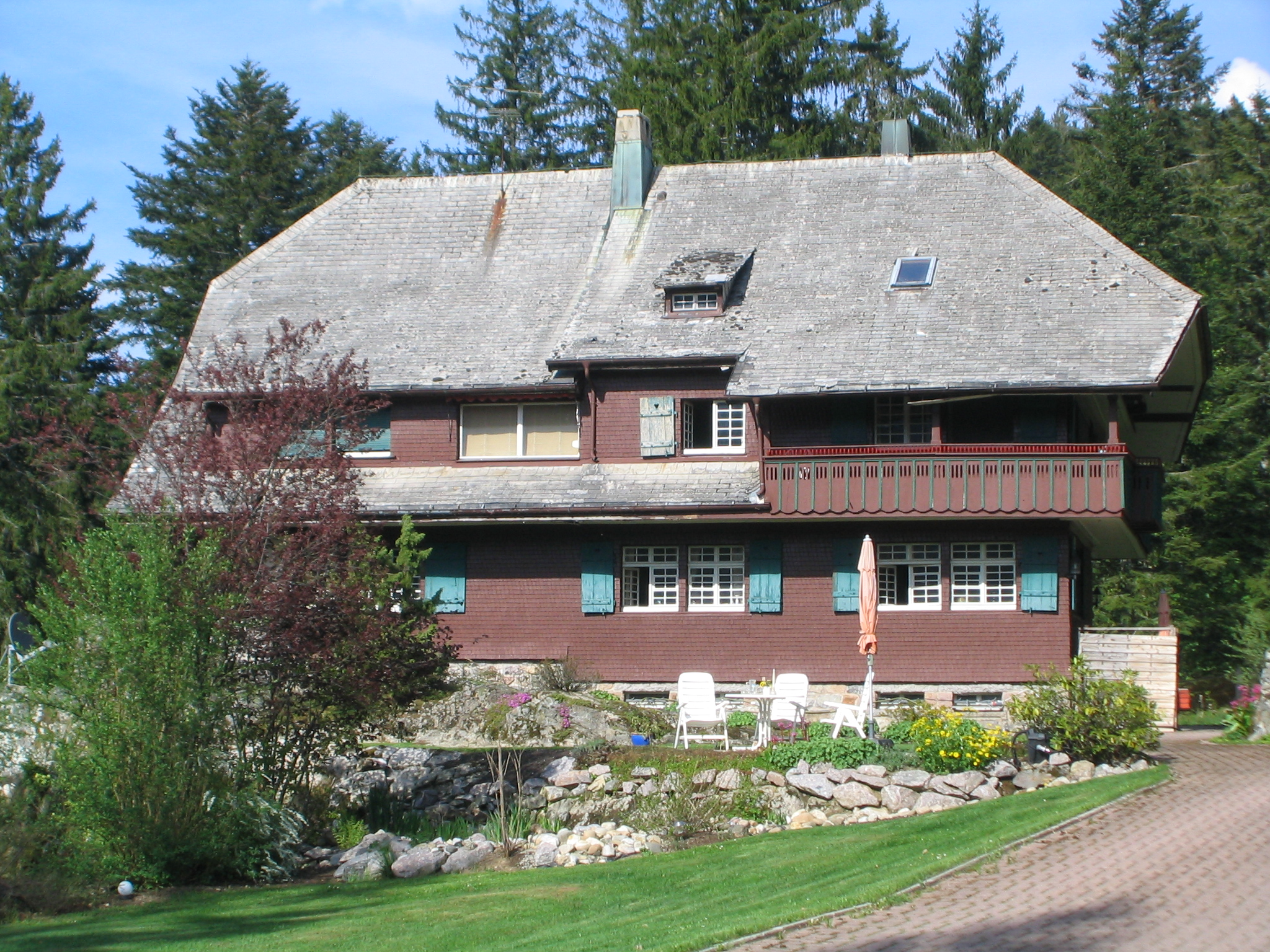
Dischlers Haus in Hinterzarten

 1907 errichtete er in Hinterzarten sein „Künstlerhaus“, wo er ständige Kunstausstellungen veranstaltete. Er war Mitglied im Vorstand der „Freien Künstlervereinigung Baden“. 1917 wurde ihm durch den Großherzog Friedrich II. der Professorentitel verliehen, 1926 wurde er Ehrenmitglied im Landesverein Badische Heimat. 1927 veranstaltete die 1926 gegründete Ausstellungsgemeinschaft „Die Schwarzwälder“ (Curt Liebich, Julius Heffner, Wilhelm Nagel, Wilhelm Wickertsheimer und andere) eine erste Sonderausstellung.
Zum Anlass des 75. Todestages fand von 2. Mai bis 13. Juni 2010 in der Kurverwaltung Hinterzarten eine große Sonderausstellung statt. Im Freiburger Stadtteil Waldsee wurde eine Straße nach Dischler benannt.

## Werk
Als Kompositionsvorlagen nutzte Dischler eigene Fotografien, die er direkt auf die Leinwand projizierte, um sie dann in eine spezifische Stimmung farblich umzusetzen. Herbstliche Landschaften, Märzstimmungen, aber vor allem winterliche Schneebilder, die ihm die Bezeichnung „Schneemoler“ eintrugen, waren seine bevorzugten Motive. Durch die Übereinstimmung von fotografischer Vorlage und malerischer Ausführung sind die Werke Dischlers im Hinblick auf die sich verändernde Kulturlandschaft heute von unschätzbarem dokumentarischen Wert.